# Eugen Mátis
Eugen Mátis (n. 31 decembrie 1964) este un deputat român în legislatura 1992-1996, ales în județul Cluj pe listele partidului UDMR.